# 初音ケ丘
初音ケ丘（はつねがおか）は、神奈川県横浜市保土ケ谷区の地名。住居表示が実施されているが「丁目」の設定のない単独町名である。

## 地理
保土ケ谷区の南部に位置し、東は桜ケ丘・岩崎町、西は藤塚町、南はJR東海道線・横須賀線の線路を挟み保土ケ谷町1～3丁目、北は花見台・仏向町に接する。1960年代に宅地開発が行われ、町域の大半が住宅地として利用されている。

### 地価
住宅地の地価は、2025年（令和7年）1月1日の公示地価によれば、初音ケ丘38-20の地点で17万5000円/m²となっている。

## 歴史

### 町名の由来
町名は、同時期に新設された霞台、花見台、桜ケ丘と同様の瑞祥地名である。

### 沿革
古くは橘樹郡保土ケ谷町の一部で、1927年（昭和2年）4月1日に横浜市に編入。同年10月1日に区制が施行され、保土ケ谷区の一部となる。
- 1940年11月1日に保土ケ谷区保土ケ谷町字神奈川坂および神戸上町字鶯谷、字雲雀ヶ丘、字初音ヶ岡などの区域から初音ケ丘が新設された[9]。1962年から1974年にかけて大規模な宅地開発が行われた[6]。
- 1993年（平成5年）10月18日には住居表示が実施された[10]。

## 世帯数と人口
2025年（令和7年）6月30日現在（横浜市発表）の世帯数と人口は以下の通りである。
| 町丁     | 世帯数    | 人口    |
| -------- | --------- | ------- |
| 初音ケ丘 | 1,516世帯 | 3,150人 |

### 人口の変遷
国勢調査による人口の推移。
| 年                 | 人口  |
| ------------------ | ----- |
| 1995年（平成7年）  | 3,593 |
| 2000年（平成12年） | 3,402 |
| 2005年（平成17年） | 3,260 |
| 2010年（平成22年） | 3,239 |
| 2015年（平成27年） | 3,219 |
| 2020年（令和2年）  | 3,213 |

### 世帯数の変遷
国勢調査による世帯数の推移。
| 年                 | 世帯数 |
| ------------------ | ------ |
| 1995年（平成7年）  | 1,231  |
| 2000年（平成12年） | 1,259  |
| 2005年（平成17年） | 1,219  |
| 2010年（平成22年） | 1,294  |
| 2015年（平成27年） | 1,318  |
| 2020年（令和2年）  | 1,385  |

## 学区
市立小・中学校に通う場合、学区は以下の通りとなる（2024年11月時点）。
| 町丁     | 番・番地等 | 小学校                 | 中学校           |
| -------- | ---------- | ---------------------- | ---------------- |
| 初音ケ丘 | 全域       | 横浜市立初音が丘小学校 | 横浜市立橘中学校 |

## 事業所
2021年（令和3年）現在の経済センサス調査による事業所数と従業員数は以下の通りである。
| 町丁     | 事業所数 | 従業員数 |
| -------- | -------- | -------- |
| 初音ケ丘 | 61事業所 | 255人    |

### 事業者数の変遷
経済センサスによる事業所数の推移。
| 年                 | 事業者数 |
| ------------------ | -------- |
| 2016年（平成28年） | 45       |
| 2021年（令和3年）  | 61       |

### 従業員数の変遷
経済センサスによる従業員数の推移。
| 年                 | 従業員数 |
| ------------------ | -------- |
| 2016年（平成28年） | 227      |
| 2021年（令和3年）  | 255      |

## その他

### 日本郵便
- 郵便番号 : 240-0016[3]（集配局：保土ヶ谷郵便局[20]）

### 警察
町内の警察の管轄区域は以下の通りである。
| 番・番地等 | 警察署         | 交番・駐在所 |
| ---------- | -------------- | ------------ |
| 全域       | 保土ケ谷警察署 | 花見台交番   |